# Damalis fabricii
Damalis fabricii là một loài ruồi trong họ Asilidae. Damalis fabricii được Scarbrough miêu tả năm 2005.